# Laufen. Reiten. Rodeo.
Laufen. Reiten. Rodeo. (Originaltitel: Walk. Ride. Rodeo.) ist ein US-amerikanisches Biopic aus dem Jahr 2019 unter der Regie von Conor Allyn über das Leben von Amberley Snyder, einer national erfolgreichen Rodeoreiterin, die trotz aller Widrigkeiten in den Sport zurückkehrt, nachdem sie durch einen Autounfall von der Hüfte abwärts gelähmt ist. Die Hauptrollen spielen Missi Pyle, Spencer Locke, Bailey Chase und Sherri Shepherd.

## Handlung
Die 19-jährige Amberley Snyder ist eine national erfolgreiche Barrel-Race-Reiterin, die meistens zu Hause in Utah mit ihrem Pferd Power trainiert. Auf der Fahrt zur Denver Stock Show verliert Amberley die Kontrolle über ihren Truck und hat einen Unfall, bei dem sie aus dem Fahrzeug geschleudert wird und gegen einen Zaunpfahl prallt.
Amberley wird ins Krankenhaus eingeliefert, wo ihr die Ärzte sagen, dass sie den Rest ihres Lebens im Rollstuhl verbringen wird. Anschließend nimmt sie an einem sechswöchigen Rehabilitationsprogramm teil. Anfangs ist sie verzweifelt und schlägt sogar ihre Mutter Tina, weil sie glaubt, nie wieder so reiten zu können wie früher, aber sie zwingt sich, ihr Gleichgewicht und ihre Oberkörperkraft zu verbessern.
Als sie nach Hause kommt, erhält sie eine E-Mail von Tate Watkins von der FFA, der sie fragt, ob sie immer noch an der Veranstaltung teilnehmen wolle. Die beiden unterhalten sich mehrere Wochen lang per Videoanruf und kommen sich näher. Amberley hat Schwierigkeiten, sich an den Alltag zu gewöhnen, aber später lernt sie entschlossen Autofahren und stellt fest, dass sie immer noch reiten kann, wenn sie sich einen Gurt an den Sattel schnallt. Sie beginnt ein Studium an der Utah South.
In den folgenden Monaten wird Amberley immer sicherer auf ihrem Pferd Power und nimmt am Spanish Fork Rodeo teil, wo sie weniger als zwölf Monate nach ihrem Unfall den zweiten Platz belegt. Sie trainiert weiter, um sich auf das American Rodeo vorzubereiten. Das American Rodeo findet seit 2014 jährlich im AT&T Stadium in Arlington, Texas statt. Es werden Qualifikationswettbewerbe ausgetragen, an denen Teilnehmerinnen und Teilnehmer aus allen Teilen der USA teilnehmen. Amberley verschweigt ihrer Familie, dass sie eine entzündete Druckstelle am Rücken hat. Eines Nachmittags bricht Amberley zusammen und wird in kritischem Zustand ins Krankenhaus gebracht.
Sechs Wochen später hat sich Amberley so weit erholt, dass sie wieder mit Power trainieren kann. Fanpost und Briefe von Menschen in ähnlichen Situationen ermutigen sie. Amberley und Tate küssen sich. Ihre Mutter Tina ermutigt sie und freut sich, weil Amberley in den letzten anderthalb Jahren so viel erreicht hat.
Amberley Snyder ist bis heute professionelle Barrel-Racerin. Nach ihrem Unfall und der Genesung verfehlte sie zusammen mit ihrem Pferd Power den Sieg beim American Rodeo nur um 0,6 Sekunden. Darüber hinaus ist sie als Motivationsrednerin tätig.

## Produktion
Am 29. Juli 2018 wurde die Produktion eines neuen Netflix-Films mit dem Titel Walk Ride Rodeo über das Leben der gelähmten Rodeo-Championesse Amberley Snyder bekannt gegeben. Es wurde angekündigt, dass die Schauspieler Missi Pyle, Spencer Locke, Bailey Chase, Sherri Shepherd, Raleigh Cain, Mitchell Hoog und John-Paul Howard in dem Film mitspielen.
Die Dreharbeiten begannen im Juli 2018 in New Mexico.
Snyder agierte als ihr eigenes Stuntdouble für alle Reitsequenzen nach dem Unfall, während ihre jüngere Schwester Autumn die Stunts vor dem Unfall ausführte. Snyders Pferd Power spielt sich selbst.

## Kritik
Die Redaktion des Lexikon des internationalen Films vergab einen von fünf Sternen und urteilte: „Die filmische Umsetzung der Geschehnisse hebt beständig deren ‚inspirierenden‘ Impetus hervor und erstickt jede Chance auf Anteilnahme durch sentimentale Musik und kitschige Lebensweisheiten. Auch die Schauspieler können ihre Charaktere nicht zum Leben erwecken.“